# Odomanți

Triburi antice: tracii, grecii, ilirii, paeonii

Odomanții formau un trib paeonic tracic numeros , des întâlnit în lucrările lui Herodot, Aristofan, Tucidide, Strabon, Plinius cel Bătrân sau Stephanus din Bizanț.

## Așezare geografică
Teritoriul locuit de odomanți era cuprins între râurile Nestos și Strymon (Struma, râu ce traversează Bulgaria și Grecia), la nord de orașul Siris (Serres).
Herodot afirmă că lucrau în minele de aur și argint din munții Pangeu (Pârnar-dag, Kușnița).
Apar în comedia lui Aristofan: "Acarnienii", pusă în scenă la Atena în anul 425 î.Hr. în care autorul sugerează că aceștia ar fi fost circumciși (αποθριαζω), motiv pentru care unul dintre scoliarhii operei sale îi consideră, în mod eronat, a fi evrei.

## Forța militară
Theoros, un sol atenian la curtea regelui odris Sitalkes, îi caracterizează ca fiind "neamul cel mai războinic din Tracia".
În fruntea acestui trib se afla un basileu ce conducea forțele militare ale comunității.
Tucidide scrie că atenienii, în 422 î.Hr., se bazau pe sprijinul militar al regelui odomanților, Polles, în războiul peloponesiac.